# 洞洞館
洞洞館是國立臺灣大學的三棟建築，坐落於臺灣大學校門入門處左側，分別為北側農業陳列館、西側人類學系系館和東側哲學系系館。因外牆鑲嵌琉璃圓形筒瓦，而得名為洞洞館。
現僅存農業陳列館，人類學系與哲學系系館原址已改建為文學院人文大樓。

## 沿革

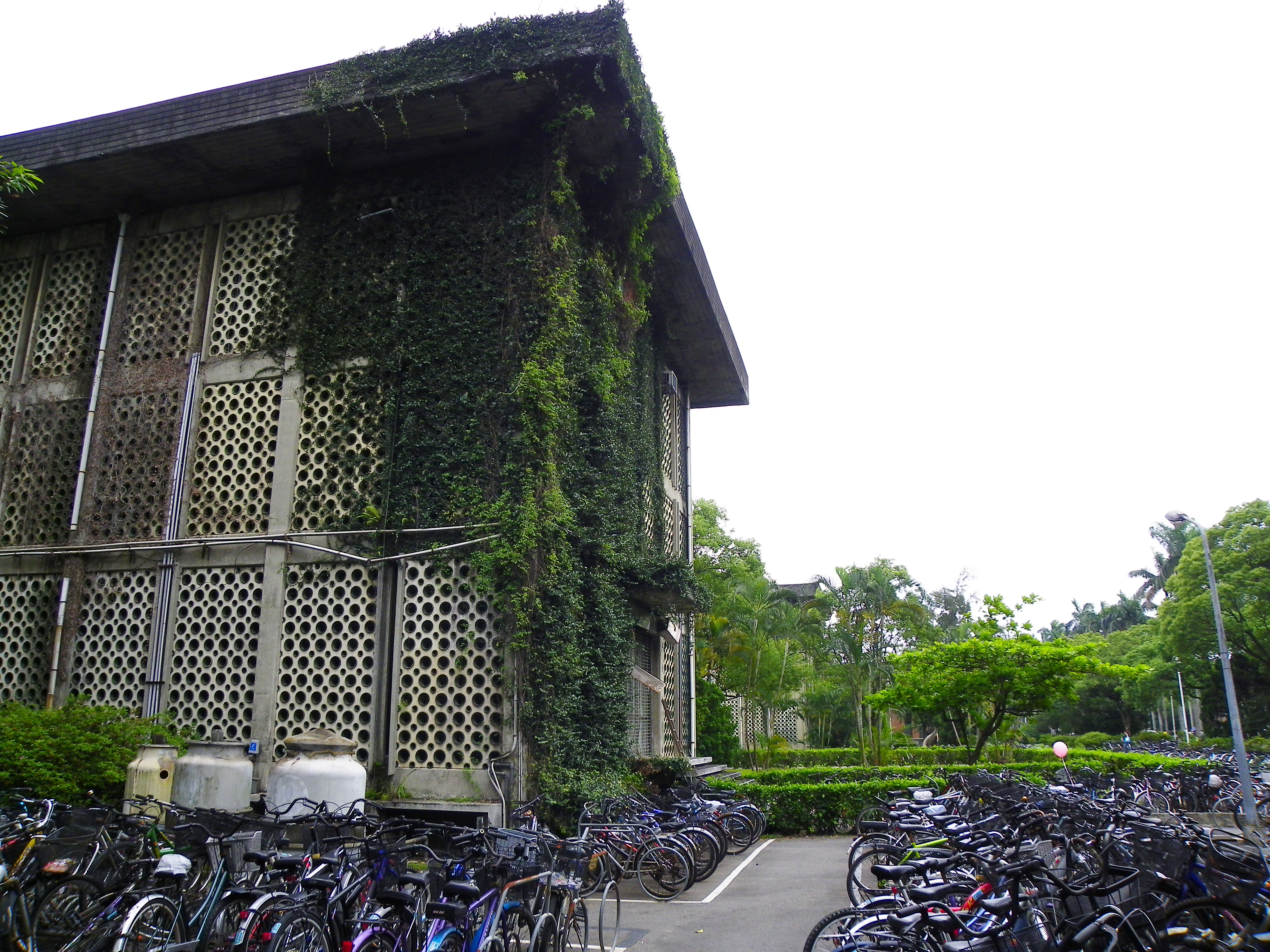
尚未拆除的哲學系館（前）與人類學系館（後）南端（2010年4月）

1960年中國農村復興聯合委員會（農復會）為展示農業發展與土地改革成果，利用美援經費補助臺大興建校舍。校方委託有巢建築師事務所設計，位於北側的農業陳列館交由張肇康建築師設計，於1963年落成。1964年4月29日進行開幕儀式，由校長錢思亮主持，中華民國副總統陳誠剪綵。
1964年7月12日，農陳館前方農夫銅像的銅斗笠失竊，該斗笠重約40公斤。同年8月13日，嫌疑人持著銅斗笠到板橋四川路一家古物商店，希望以新臺幣兩百元賣出；板橋警察分局獲報後立刻派員前往，該人見狀逃逸，銅斗笠失而復得。
1964年和1970年落成的農經系和農推系館及人類系館，由有巢建築師事務所仿照農業陳列館興建。1988年農經系和農推系新大樓建成搬離，哲學系遷入。

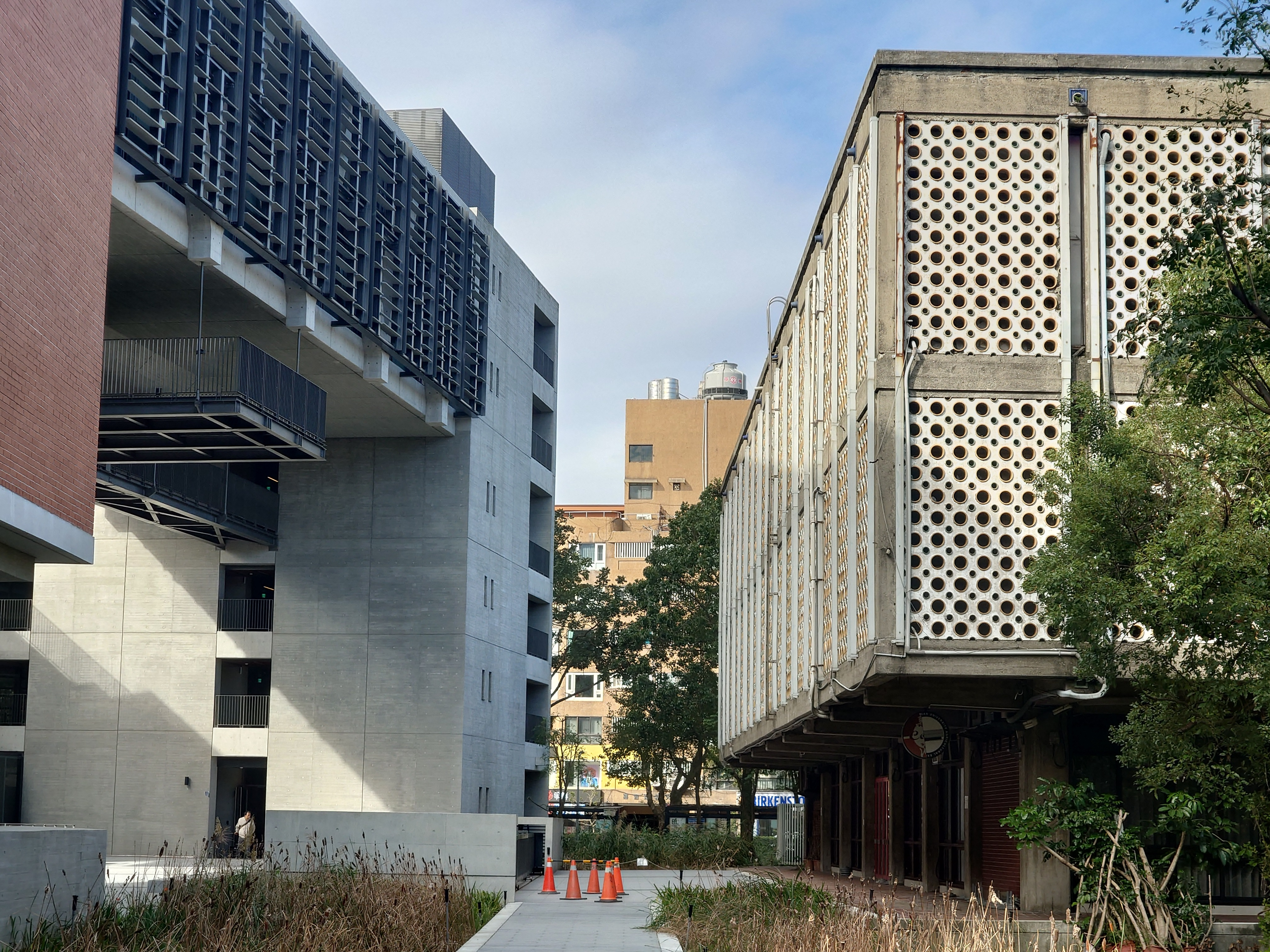
國立臺灣大學人文大樓與農業陳列館

為解決文學院空間問題，最早在1995年臺大全校校園空間規劃報告書中即已提出「洞洞館區為文學院未來興建大樓的預定基地之一」。2006年6月，華碩電腦董事長施崇棠捐助經費協助興建人文大樓。計畫將拆除洞洞館三棟建築，但引發校內師生與文資人士反對。2007年1月11日，台北市文化局邀請建築學者漢寶德與古蹟學者李乾朗、馬以工、張崑振實地會勘，於10月9日決議將農業陳列館登錄台北市歷史建築，轉型為臺大博物館群成員之一。
人類學系館與哲學系館於2010年拆除，台大師生在拆除前將建築洗淨，以藝術概念為其告別。哲學系與人類學系暫遷水源校區，以原國防醫學院校舍做為臨時系館。人文大樓則因建築設計爭議延宕興建，於2019年動工，2024年完工。

## 建築

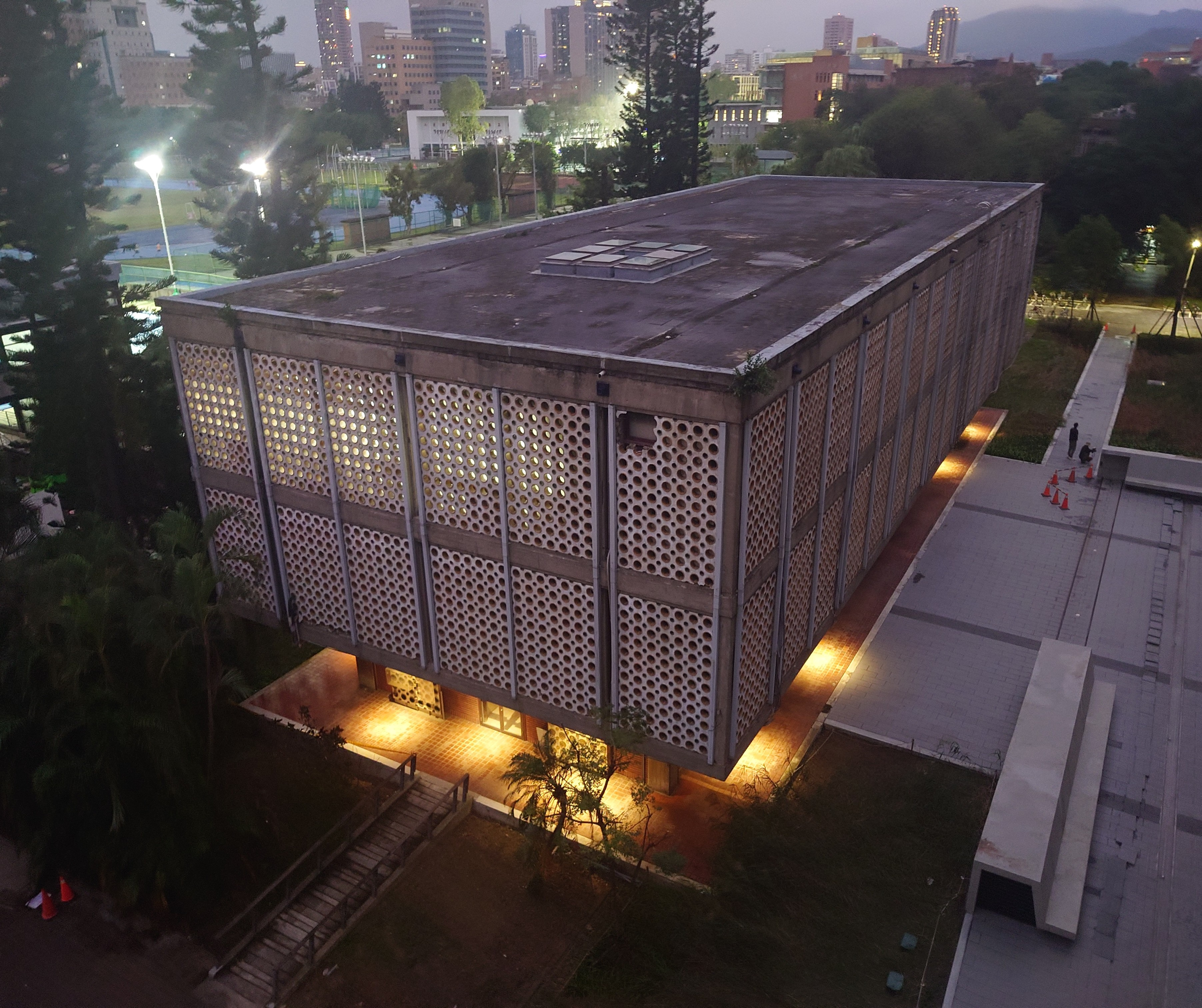
農業陳列館外觀

農業陳列館為三層樓之鋼筋混凝土建築，採取清水混凝土工法，外牆以黃色及綠色的琉璃瓦筒管帷幕牆，象徵稻穗與稻葉。迴廊、基座與琉璃瓦等中式建築元素與鋼筋混凝土結合，展現現代中式建築風格。

## 外部連結
- 臺灣大學文學院洞洞館數位化紀錄
- 洞洞館拆除的爭議國家政策研究基金會